# Rață cu guler negru
Rața cu guler negru (Callonetta leucophrys) este o specie de rață mică ce trăiește în pădurile din America de Sud. Este singura specie din genul Callonetta. Aparține familiei Anatinae. 

## Galerie

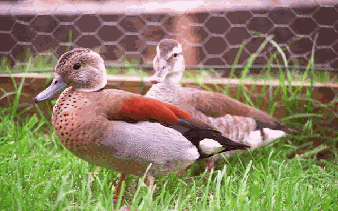
Pair of ringed teal
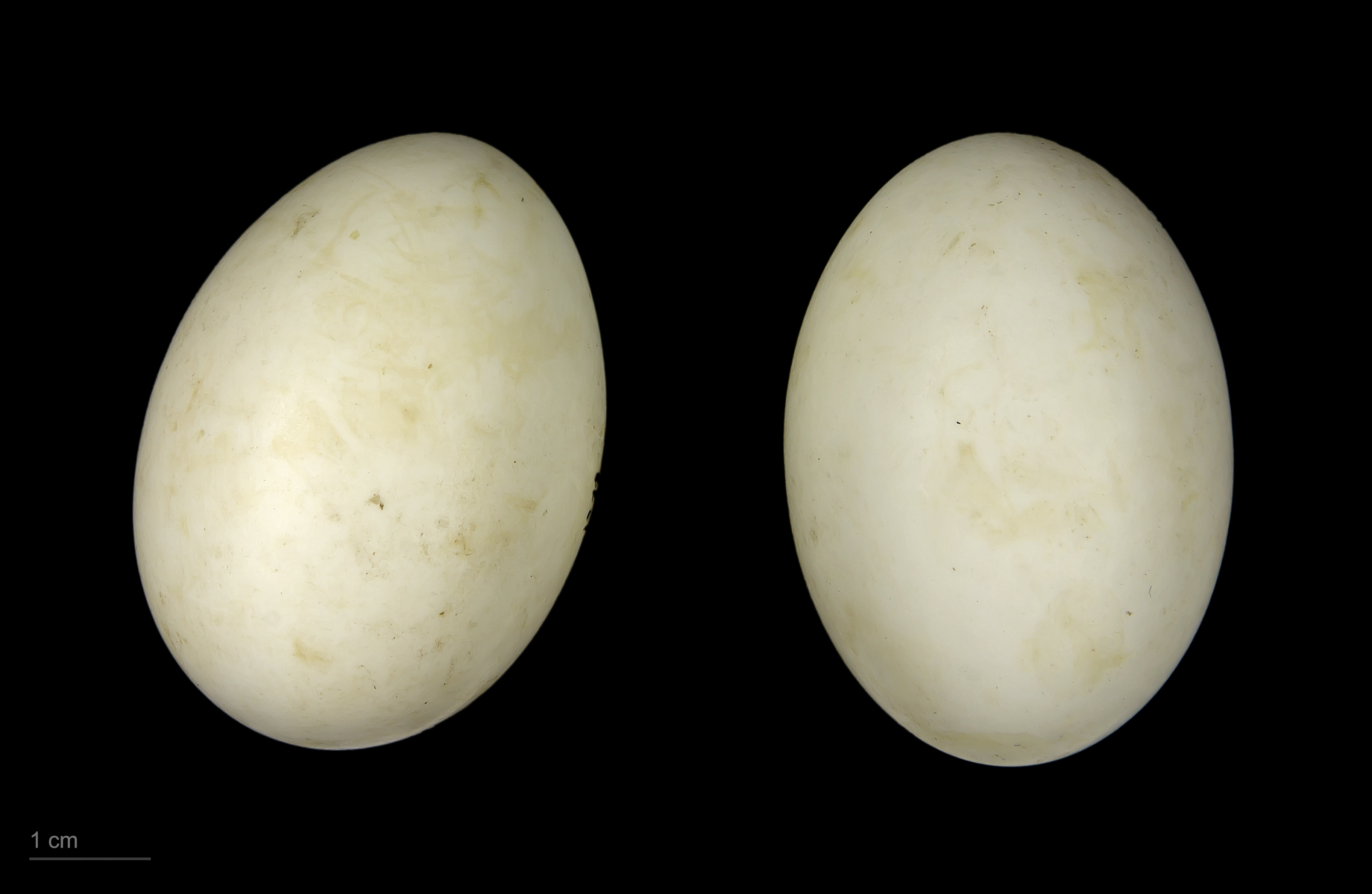
Callonetta leucophrys - MHNT